# Sadriddin Ainij
Sadriddin Ainij (tadschikisch Садриддин Айнӣ, englisch Sadriddin Ayni; persisch صدرالدين عينى, DMG Ṣadr ad-Dīn-e ʿAynī; * 15. Apriljul. / 27. April 1878greg. in Saktara, Emirat Buchara; † 15. Juli 1954 in Stalinabad, Tadschikische SSR) war ein tadschikischer Intellektueller, der sich vielfältig als Dichter, Schriftsteller, Journalist, Historiograph und Lexikograph betätigte. Er gilt als Begründer der modernen tadschikischen Literatur, wird gemeinhin als der nationale Poet Tadschikistans und einer der wichtigsten Schriftsteller in der Geschichte des Landes betrachtet. Er war jedoch zweisprachig und gilt auch als der Begründer der usbekischen Sowjetliteratur. 

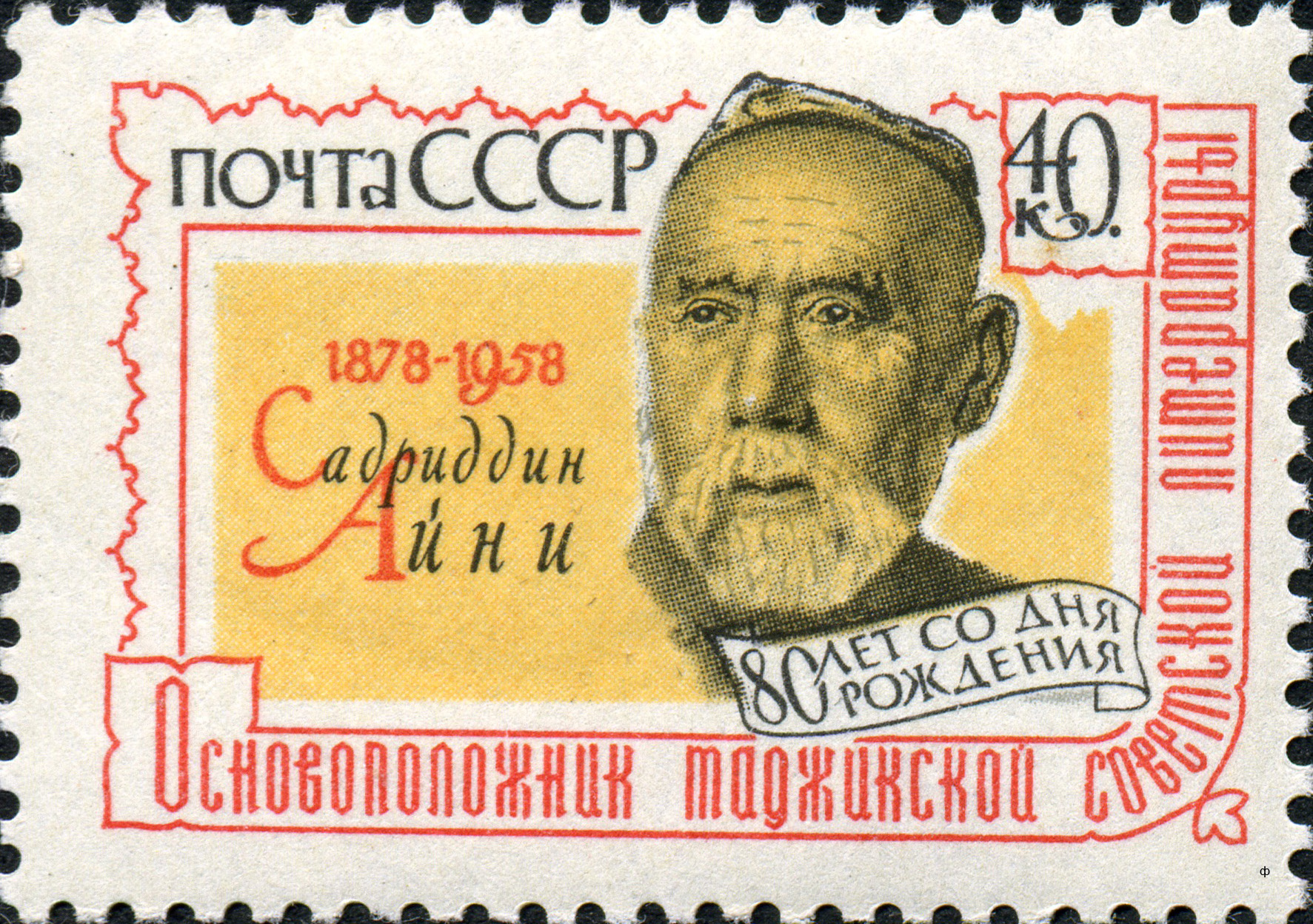
Sadriddin Ainij auf einer Briefmarke der UdSSR anlässlich seines 80. Geburtstags 1958

## Leben
Sadriddin Ainij wurde 1878 in einer Bauernhütte im Dorf Saktara geboren, das damals zum Emirat Buchara gehörte (heute Soktari, Bezirk Gʻijduvon, Provinz Buxoro, Usbekistan). Mit zwölf Jahren wurde er zum Vollwaisen und zog zu seinem älteren Bruder in Buchara, wo er ab 1890 die Medrese Mir-e Arab besuchte und die arabische Schrift lernte sowie sich mit der aristotelischen Logik befasste (Zu den verwendeten Lehrbücher gehörte das im 13. Jahrhundert verfasste Sonnenhafte Sendschreiben über die Grundlagen der Logik von Nağmaddīn ʿAlī ʿUmar al-Qazwīnī al-Kātibī, eine Bearbeitung der Logik aus Avicennas Buch der Genesung).
In den frühen 1920er Jahren half Ainij die Russische Revolution in Usbekistan und Tadschikistan zu propagieren. Im Jahre 1934 trat er dem sowjetischen Autorenkongress als tadschikischer Repräsentant bei. Indem er seine nationale Identität in seinen Schriften verschlüsselte, war er in der Lage die sowjetischen Zensoren zu täuschen, die viele Intellektuelle in Zentralasien unterdrückten. Ainij überlebte die sowjetischen Säuberungswellen und somit auch Josef Stalin um ein Jahr.
Ab 1929 war Ainij Mitglied des Zentralen Exekutivkomitees der Tadschikischen SSR. Außerdem war er Abgeordneter im Obersten Sowjet der UdSSR der dritten und vierten Einberufung, saß über 20 Jahre als Mitglied im Obersten Sowjet der Tadschikischen SSR, bekam den Leninorden dreimal und war der erste Präsident der Wissenschaftlichen Akademie der Tadschikischen Sowjetrepublik. Nach 1992 halfen seine Schriften bei der Rekonstruktion des tadschikischen Nationalismus, der nach dem Kollaps der Sowjetunion überlebt hatte.
Sadriddin Ainij belebte die tadschikische Literatur in seiner Heimat wieder, die während des Emirats verboten war, indem er 1927 Dochunda (Дохунда) veröffentlichte, den ersten Roman, der in tadschikischer Sprache erschien. Als sein Hauptwerk gelten die vierbändigen Memoiren (tadschikisch Ёддоштҳо, Joddoschtho; die ersten zwei Bände auch deutsch als Buchara, nach dem Titel der russischen Übersetzung Бухара).

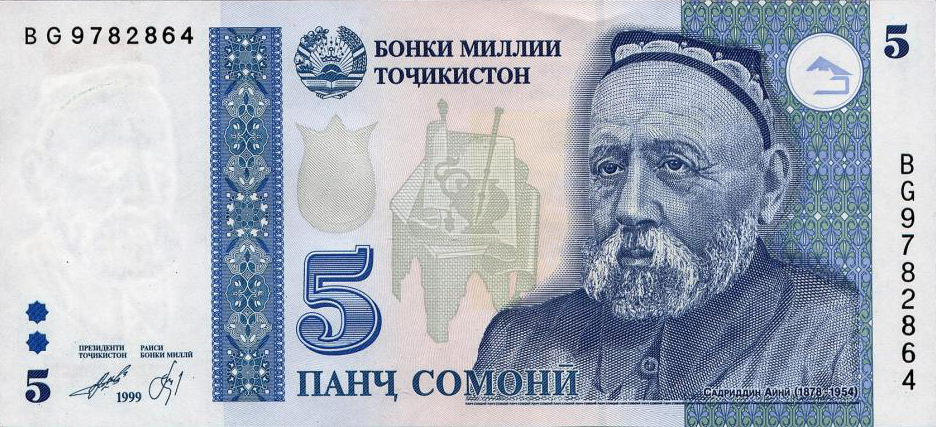
Sadriddin Ainij auf der 1999 herausgegebenen tadschikischen 5-Somoni-Banknote

Seine frühen Gedichte handelten von der Liebe und der Natur, aber nach dem nationalen Erwachen in Tadschikistan wandelte sich sein Themenkreis hin zur Moderne und der Arbeiterklasse. Seine Schriften kritisierten dabei oft den Emir von Buchara, Said Alim Khan. In deutscher Sprache erschien 1966 im Berliner Verlag Kultur und Fortschritt Der Tod des Wucherers (Margi sudchur).

### Wirkung
Ainij zu Ehren errichtete man in Duschanbe ein Mausoleum. Seit 1955 sind die Siedlung Aini (zuvor Sachmatabad) sowie der umliegende gleichnamige Bezirk am Fluss Serafschan in der heutigen tadschikischen Provinz (Wilojat) Sughd nach ihm benannt. Seinen Namen trägt das Tadschikische Akademische Opern- und Balletthaus sowie der Sadriddin-Ainij-Platz. Sein Porträt ist auf der 1999 herausgegebenen tadschikischen 5-Somoni-Banknote abgebildet. Im usbekischen Samarkand widmet sich das Sadriddin-Ainij-Museum dem Leben und Werk des Intellektuellen.

## Werke
- John R. Perry, Rachel Lehr (Übersetzung aus dem Tadschikischen und Einführung): The Sands of Oxus: Boyhood Reminiscences of Sadriddin Aini. (Bibliotheca Iranica: Literature Series no. 6) Mazda Publishers, Costa Mesa (Kalifornien) 1998, ISBN 978-1568590783 (Autobiographie des Sieben- bis Zwölfjährigen)